# Kanton Diest
Kanton Diest is een kanton in de Belgische provincie Vlaams-Brabant en het arrondissement Leuven. Het is de bestuurslaag boven die van de desbetreffende gemeenten, tevens is het een gerechtelijk niveau waarbinnen een vredegerecht georganiseerd wordt dat bevoegd is voor de deelnemende gemeenten. Beide types kanton beslaan niet noodzakelijk hetzelfde territorium.

## Gerechtelijk kanton Diest
Diest is een gerechtelijk kanton met zetel in Diest dat een vredegerecht inricht en gelegen is in het gerechtelijk arrondissement Leuven.
Dit gerechtelijk kanton is bevoegd voor de steden Diest en Scherpenheuvel-Zichem en de gemeenten Bekkevoort en Tielt-Winge.
De vrederechter is bevoegd bij gezinsconflicten, onderhoudsgeschillen, voogdij, voorlopige bewindvoering, mede-eigendommen, appartementseigendom, burenhinder ...

## Kieskanton Diest
Het kieskanton Diest ligt in het provinciedistrict Diest, het kiesarrondissement Leuven en de kieskring Vlaams-Brabant. Het omvat de steden Diest en Scherpenheuvel-Zichem en de gemeenten Bekkevoort en Kortenaken en bestaat uit 27 stembureaus.

### Structuur
| Diest            | Diest            | Supranationaal         | Nationaal                         | Nationaal                | Gemeenschap              | Gewest                   | Provincie                | Arrondissement  | Provinciedistrict | Kanton          | Gemeente                                               | District         |
| ---------------- | ---------------- | ---------------------- | --------------------------------- | ------------------------ | ------------------------ | ------------------------ | ------------------------ | --------------- | ----------------- | --------------- | ------------------------------------------------------ | ---------------- |
| Administratief   | Niveau           | Europese Unie          | België                            | België                   | Vlaanderen               | Vlaanderen               | Vlaams-Brabant           | Leuven          | Leuven            | Leuven          | Diest, Scherpenheuvel-Zichem, Bekkevoort en Kortenaken | -                |
| Administratief   | Bestuur          | Europese Commissie     | Belgische regering                | Belgische regering       | Vlaamse regering         | Vlaamse regering         | Deputatie                | Deputatie       | Deputatie         | Deputatie       | Gemeentebestuur                                        | Districtscollege |
| Administratief   | Raad             | Europees Parlement     | Kamer van volksvertegenwoordigers | Vlaams Parlement         | Vlaams Parlement         | Vlaams Parlement         | Provincieraad            | Provincieraad   | Provincieraad     | Provincieraad   | Gemeenteraad                                           | Districtsraad    |
| Kiesomschrijving | Kiesomschrijving | Nederlands Kiescollege | Kieskring Vlaams-Brabant          | Kieskring Vlaams-Brabant | Kieskring Vlaams-Brabant | Kieskring Vlaams-Brabant | Kieskring Vlaams-Brabant | Leuven          | Diest             | Diest           | Diest, Scherpenheuvel-Zichem, Bekkevoort en Kortenaken | -                |
| Verkiezing       | Verkiezing       | Europese               | Federale                          | Federale                 | Vlaamse                  | Vlaamse                  | Provincieraads-          | Provincieraads- | Provincieraads-   | Provincieraads- | Gemeenteraads-                                         | Districtsraads-  |